# ألكسندرا لا كابريا
ألكسندرا لا كابريا (مواليد 1 يناير 1966 في لندن)، هي ممثلة وكاتبة سيناريو إيطالية. هي ابنة الكاتب رافائيل لا كابريا والممثلة إيلاريا أوتشيني، وهي أيضًا حفيدة الكاتب الفلورنسي جيوفاني بابيني، وكانت متزوجة من الممثل فرانشيسكو فينديتي وأنجبت منه طفلين.